# المنستير
المنستير مدينة تونسية ومركز ولاية المنستير، تعد واحدة من أهم مدن تونس. تبعد 21 كم عن سوسة و 80 كم عن القيروان. يقطنها نحو نصف مليون ساكن، وهي منتجع سياحي بامتياز، ومركز تعليمي بارز، ظلّت على مدى نصف قرن مدينة الوزراء والحكام في تونس، فمن بين 18 وزيرا في عهد بورقيبة منحت لمدينة الرئيس 15 حقيبة.
كانت المدينة مستعمرة فينيقية تعرف بروسبينا أسسها مهاجرون من صور في نهاية القرن السادس ق.م تحديدا في عام 509 ق.م حيث ورد ذكر المدينة في المعاهدة التي عقدت بين القرطاجيين والرومان في ذلك العام. وقد اتخذها يوليوس قيصر كقاعدة عسكرية له.

## التوأمة
أبرمت مدينة المنستير عام 1969 اتفاقية توأمة مع مدينة مونستر الألمانية بتأثير التشابه في تاريخ المدينتين. إذ أسست المدينتين في ذات الوقت تقريبا من القرن الثامن. وفي كلا الحالتين كان بناء دير هو سبب إنشاء المدينة، الأمر الذي ما زال يظهر في اسمي المدينتين. فمونستر والمنستير هما تحريف للكلمة اللاتينية «monasterium» بمعنى دير. دخلت المدينتين إلى توأمة هدفها الرئيس هو التعاون من أجل التنمية ومن ضمنها التنمية الاقتصادية حيث تتركز التوأمة على مجالات الطب والاقتصاد والثقافة وخاصة الموسيقى.

## التاريخ
تسمية المنستير خصيصا جاءت لكثرة المعابد التي انتشرت في ربوع المدينة من برها إلى بحرها. واكتشفت العديد من القبور الصخرية داخل مغاوير يرجع عهدها إلى العهد الفينيقي وشبكة أنفاق كبرى تربط العديد من المدن ذات طابع ديني واستعملها الرومان والمسلمون ثانيا وأعادوا استعمالها وكثرت هذه القبور والمغاوير خصوصا في كل من جزيرة المائدة وجزيرة الوسطانية وجزيرة الغدامسي، وسمى تلك الجزر سكان المنستير. في ذلك الوقت باتت المدينة غير آهله نسبيا إذ كانت ماوى لرهبان والكهنة.
يعود تأسيسها للقرن الرابع قبل الميلاد، حيث كانت تسمى في العهد الفينيقي بـ«روسبينا» وأطلق عليها اسم المنستير في العهد البيزنطي، ثم الروماني بعد سقوط قرطاج في 146 قبل الميلاد، بل قبل ذلك بمائة سنة، حيث خاض فيها يوليوس قيصر أول معاركه التي تكللت بالنجاح، وظلت تونس مستعمرة رومانية حتى قدوم الفاتحين المسلمين في العقد الخامس للهجرة الموافق للقرن السابع الميلادي، وقضوا على القائد الروماني جرجير، وطردوهم واتخذوا المنستير حصنا بحريا لحماية عاصمتهم القيروان.

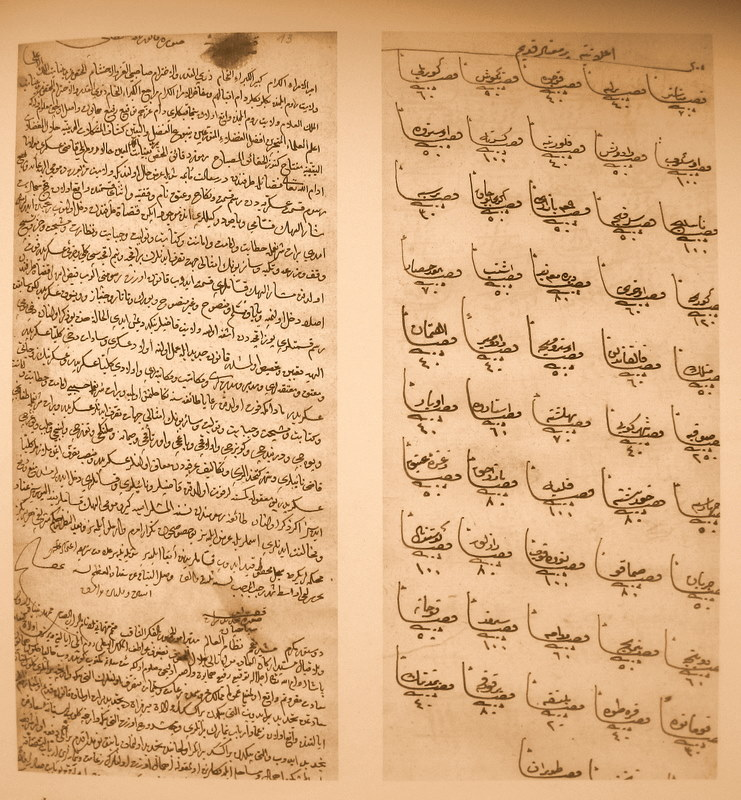
سجل عثماني

## التعليم

### الجامعة
يحضر جامعة المنستير أكثر من 30 ألف طالب، وأكبر الكليات كلية العلوم تليها كلية العلوم الاقتصادية والتصرف ثم المعهد العالي للبيوتكنولوجيا، ويناهز عدد الأساتذة 2000. وتضم الجامعة 5 كليات و 9 معاهد عليا ومدرستين، أي مجموع 16 مؤسسة هي: كليات «الطب» و«العلوم» و«طب الأسنان» (الوحيدة بالجمهورية التونسية) و«الصيدلة» و«العلوم الاقتصادية والتصرف»، والمعهد التحضيري للدراسات الهندسية، والمعهد العالي للإعلامية، والمعهد العالي للإعلامية والرياضيات، والمعهد العالي للبيوتكنولوجيا والمعهد العالي للفنون والحرف، والمعهد العالي للدراسات التطبيقية والإنسانية، و المعهد العالي للغات المطبقة في الأعمال والسياحة، والمعهد العالي لمهن الموضة، والمعهد العالي للعولم التطبيقية والتكنولوجيا، والمدرسة الوطنية للمهندسين، المدرسة العليا لعلوم وتطبيقات الصحةالمدرسة العليا لعلوم وتطبيقات الصحة بالمنستير - بعضها بالمهدية ومساكن.
وتضم جامعة المنستير 86 وحدة بحث علمي من بينها 31 بكلية الطب و 18 بكلية العلوم و 17 بكلية الصيدلة. كما تضم 12 مختبر بحث منها 5 بكلية العلوم.

## المرافق
تتمتع المنستير بميناء يتسع لأكثر من 400 حاوية ويتواجد به (مطار الحبيب بورقيبة الدولي) أحد أنشط مطارات الجمهورية التونسية.

## السياحة

### المنتجعات
وتزخر بالكثير من النزل ومعظمها منتجعات سياحية، عددها بالمئات، وتستخدم الخيول والجمال للتنقل بينها، وتمتاز بالهدوء والنظافة، ينزلها أفواج سياحية من أوروبا وغيرها.
من بينها:
- منتجع «أوريونت بالاس» الساحلي، به 5 مطاعم فاخرة ومتنوعة، تطل شرفات غرفها على البحر والطبيعة والشوارع الهادئة، وببعض غرفها مسابح.

### الكورنيش
الكورنيش مرصوف بالآجر، وبه ضريح المازري، وترى منه جزر وتلال وسط البحر تضم أماكن للترفيه ومطاعم ومقاهي، كما تنتشر بامتداد الكورنيش، الذي يمتاز بالنظافة، ويزخر بالتحف المعمارية.

### الرباط
رباط المنستير تراه من الكورنيش، أسسه هرثمة بن الأعين سنة 80 هـ (796 م) في عهد الخليفة العباسي هارون الرشيد، ويعد أحد أعظم المعالم العسكرية الدفاعية. كان حراسه من المتطوعين لحراسة الثغور، ويعرفون في الأدبيات الإسلامية التاريخية بـ«المرابطين في سبيل الله». وأدخلت على الرباط تحصينات كبيرة بين القرنين الـ15 والـ18. وترى من أعلى هرم في الرباط - والبالغ ارتفاعه نحو 20 مترا - منظراً عاماً لمدينة المنستير. كما تترائى ملامح جزيرتي سيدي غدامسي (نسبة لمدينة غدامس الليبية) والموستانية، وكذلك كهوف المنستير التاريخية التي تعود لأكثر من 4000 سنة المنحوتة فيها مساكن.

### الفنادق
من أشهر فنادق المنستير:
- «مونستير تسنتر» تحتوي غرفه الـ186 على جميع الخدمات الإعلامية، وتحيط بمسباحه كراس للاستلقاء.
- «فندق الصحراء» تطل غرفه التي تزيد على الألف على حدائق جميلة ويوفر أماكن لممارسة الهوايات المختلفة.
- «فندق مازري» يطل على البحر قريباً من المرسى، وقريب من المطار، وبه 52 غرفة نوم و 3 أجنحة، تمتاز بلوحات ورسوم متنوعة، ويتيح للزائر استئجار كوخ بحري من القش.
- «فندق طلاس فيليج سقانص» يقع على مساحة 15 هكتارا على الشاطئ، تحيط به حدائق، وغرفه الـ486 واسعة، وبه 5 مطاعم وملاعب ومركزا للعلاج.

## الأعلام
ولد في المدينة في 3 أغسطس 1903 رئيس الجمهورية التونسية الأول الحبيب بورقيبة وقد توفي ودُفِن فيها في 6 أبريل 2000. ووُلد فيها أيضا الطبيب والمناضل سالم الشاذلي.

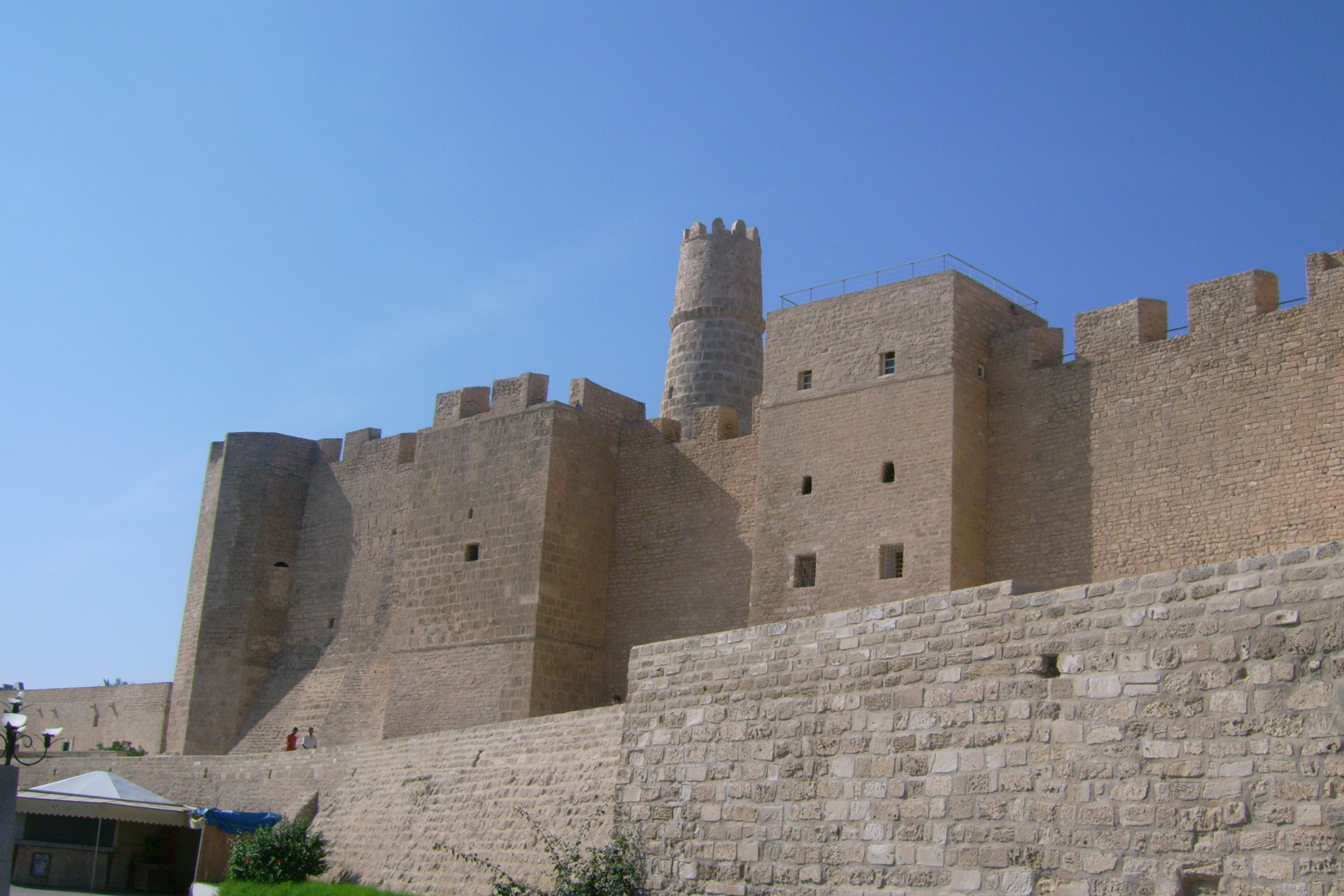
رباط المنستير (منظر خارجي)
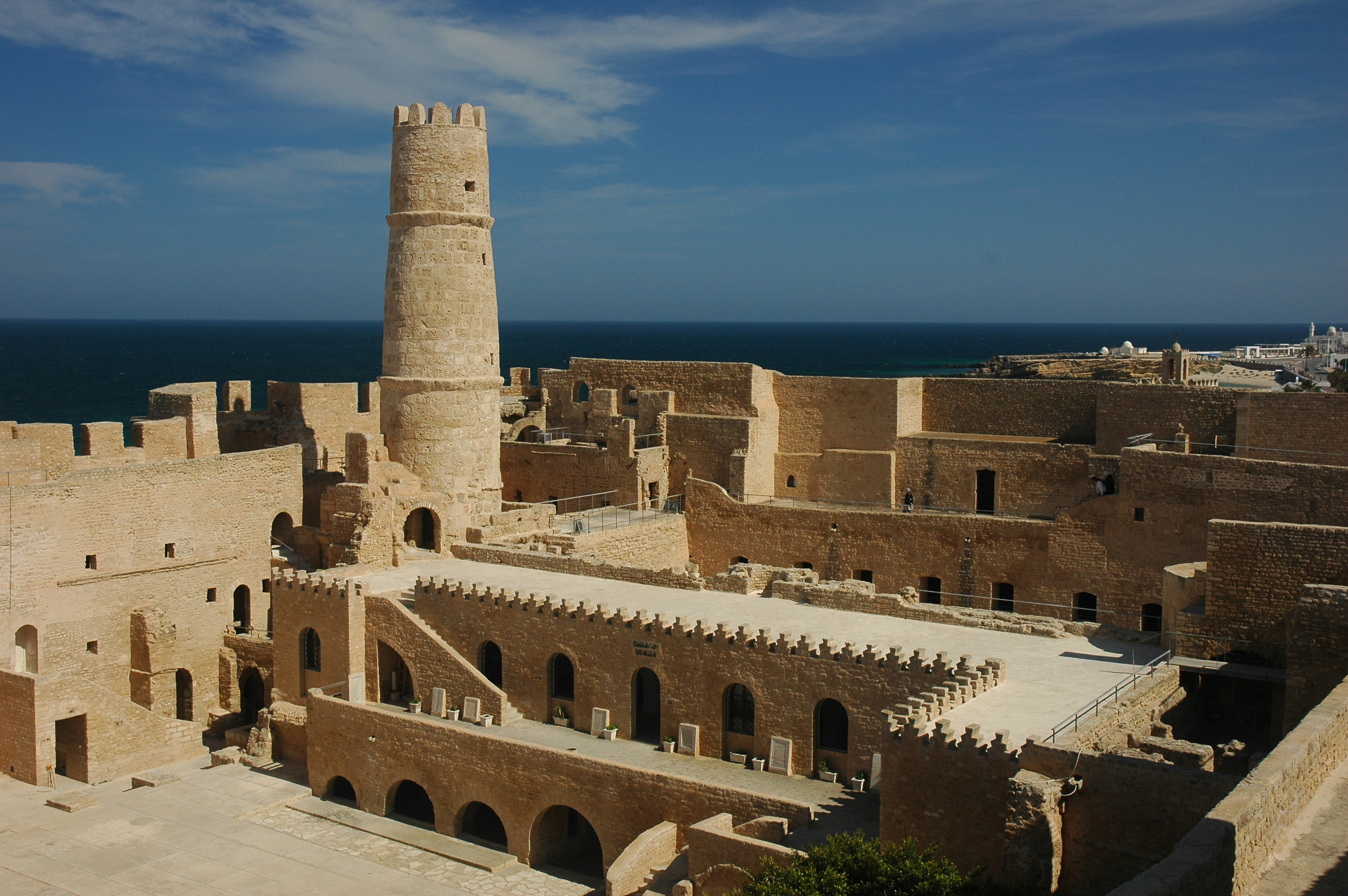
رباط المنستير (منظر داخلي)
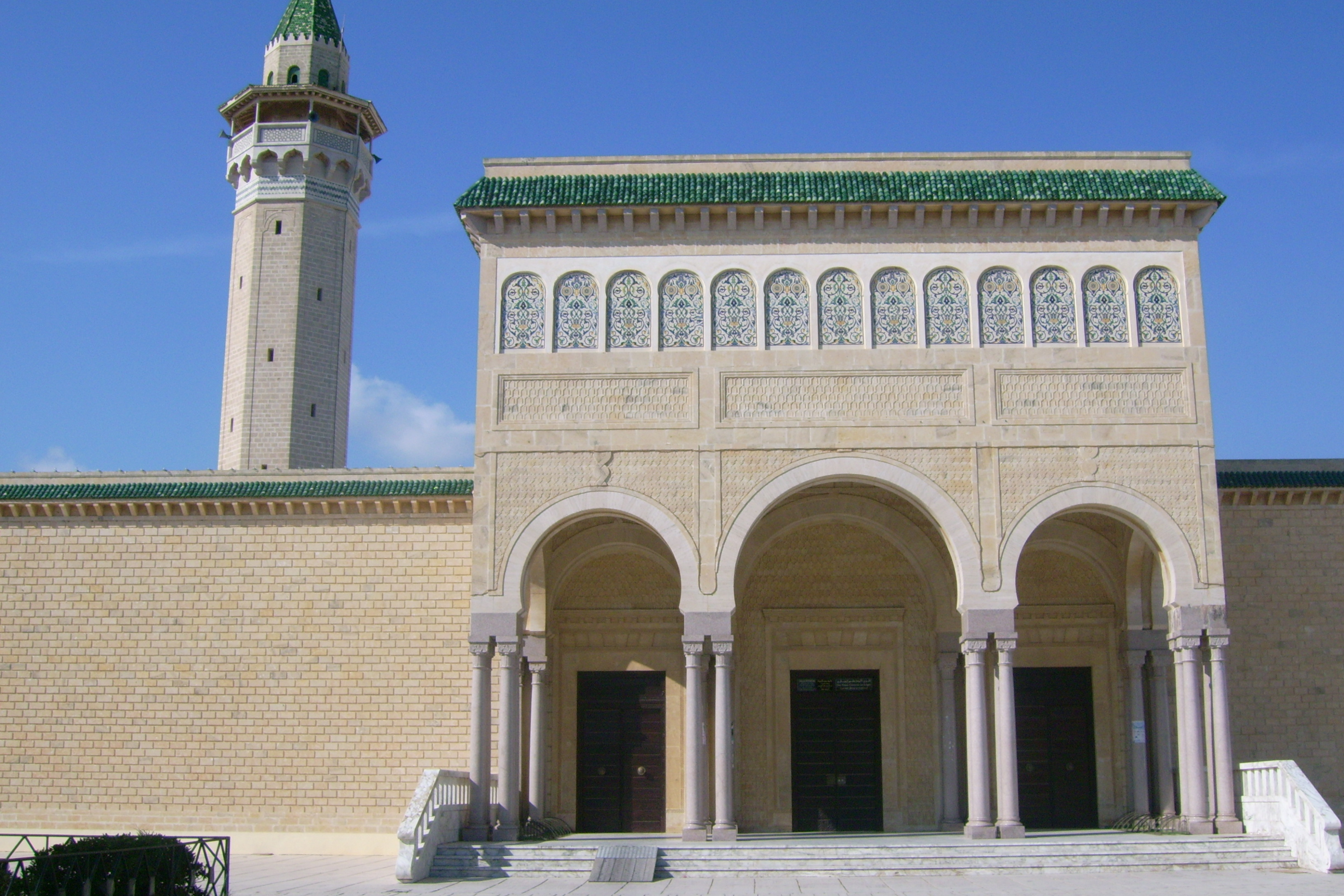
جامع الحبيب بورقيبة
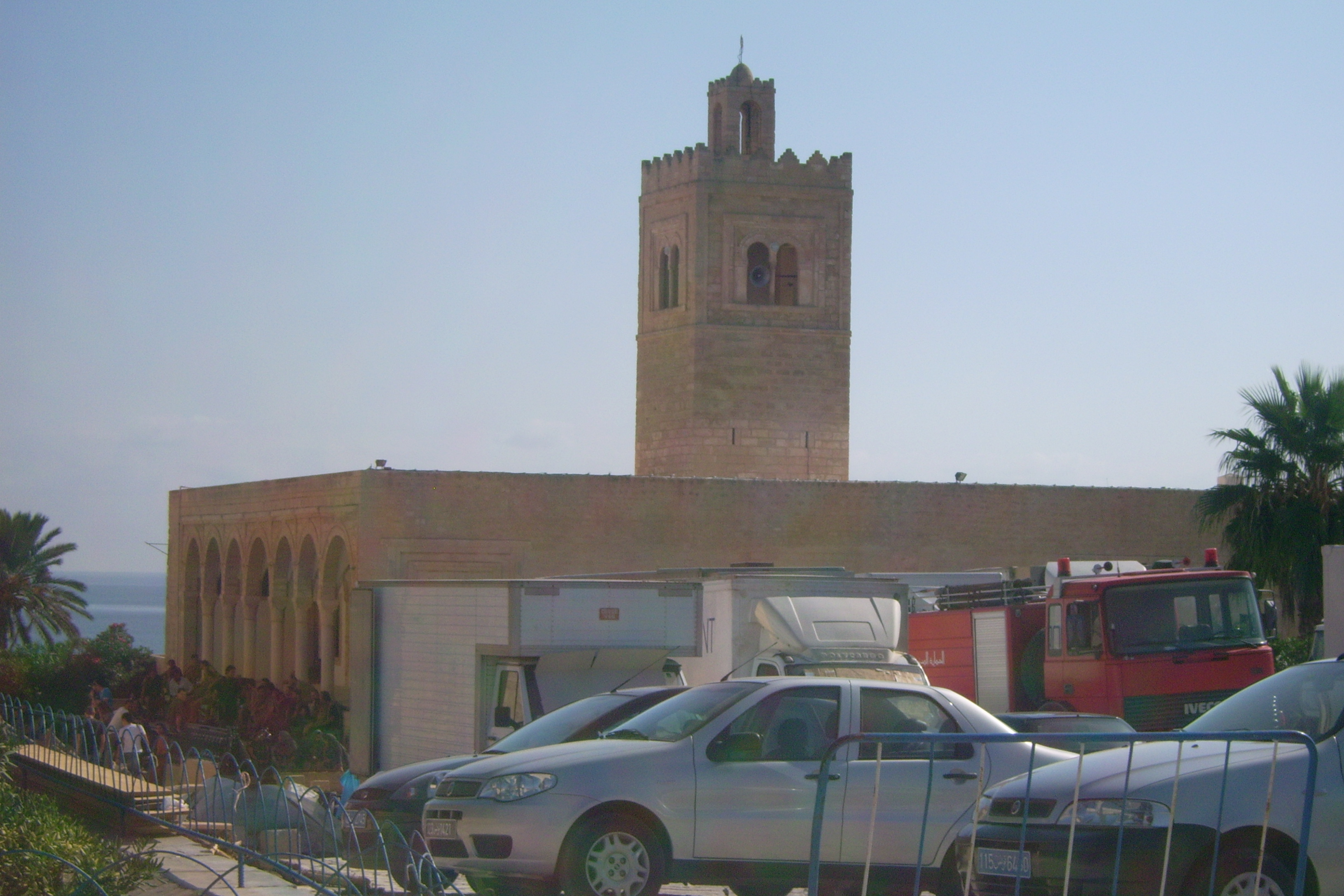
الجامع الكبير
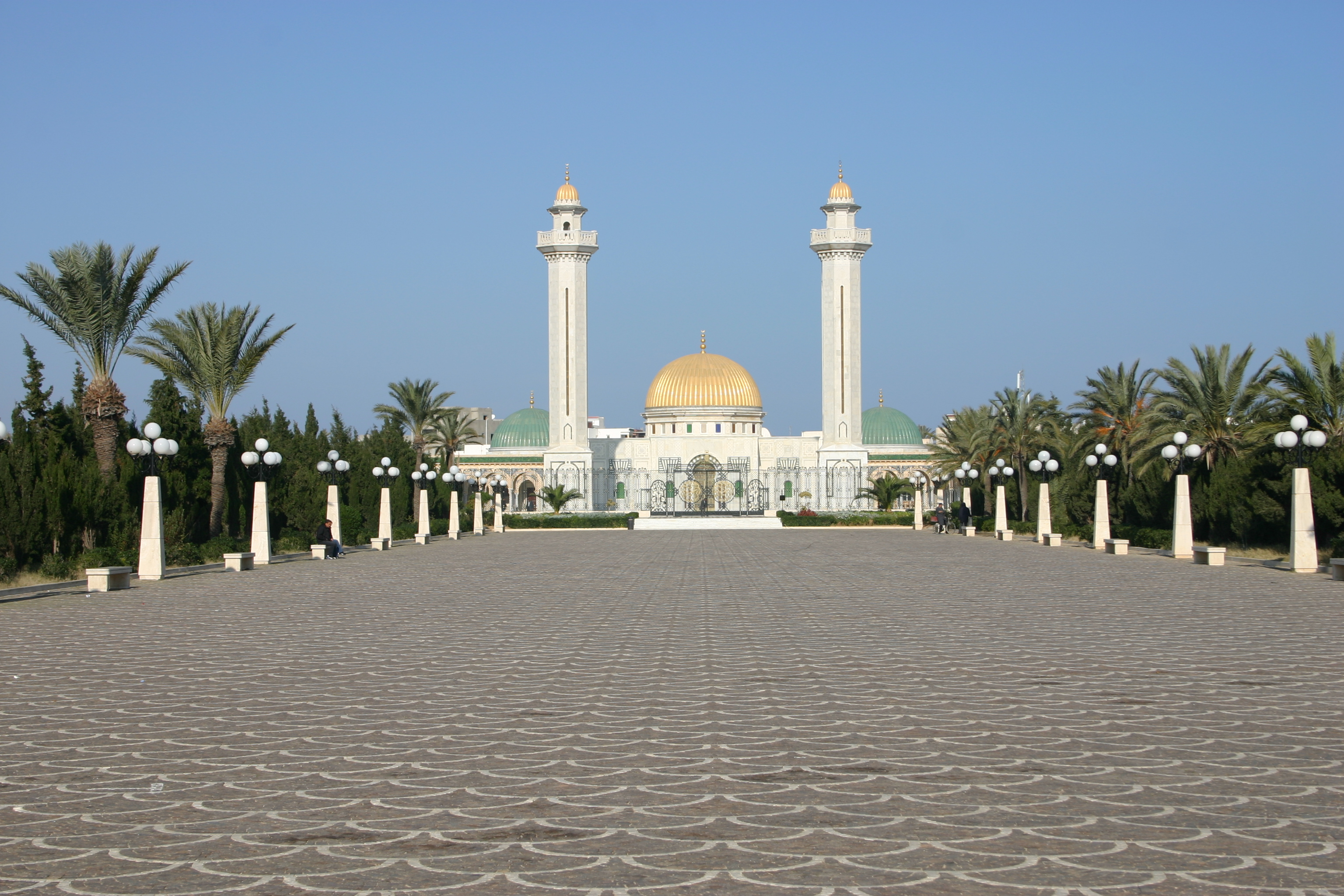
ضريح الحبيب بورقيبة
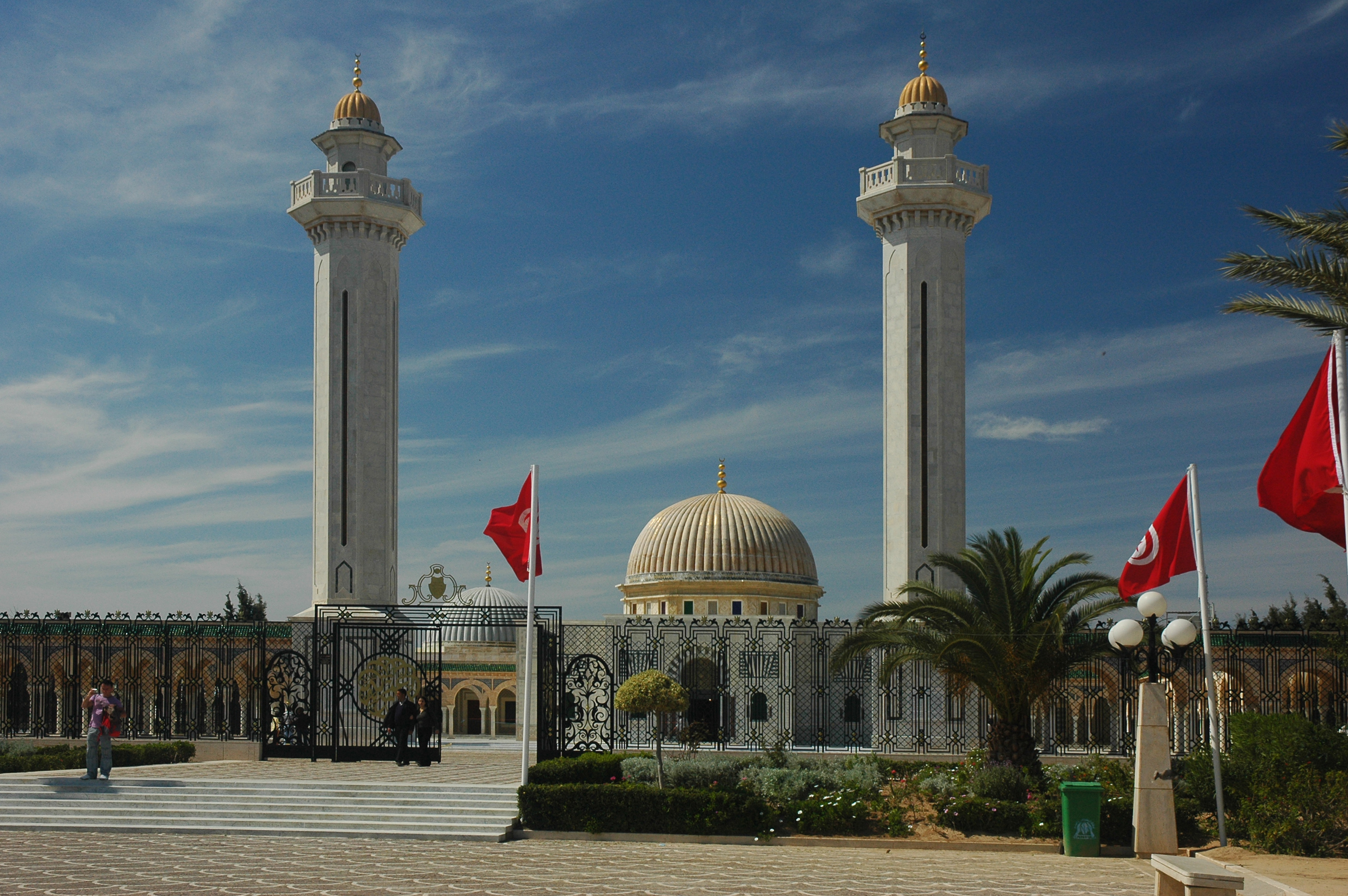
ضريح الحبيب بورقيبة
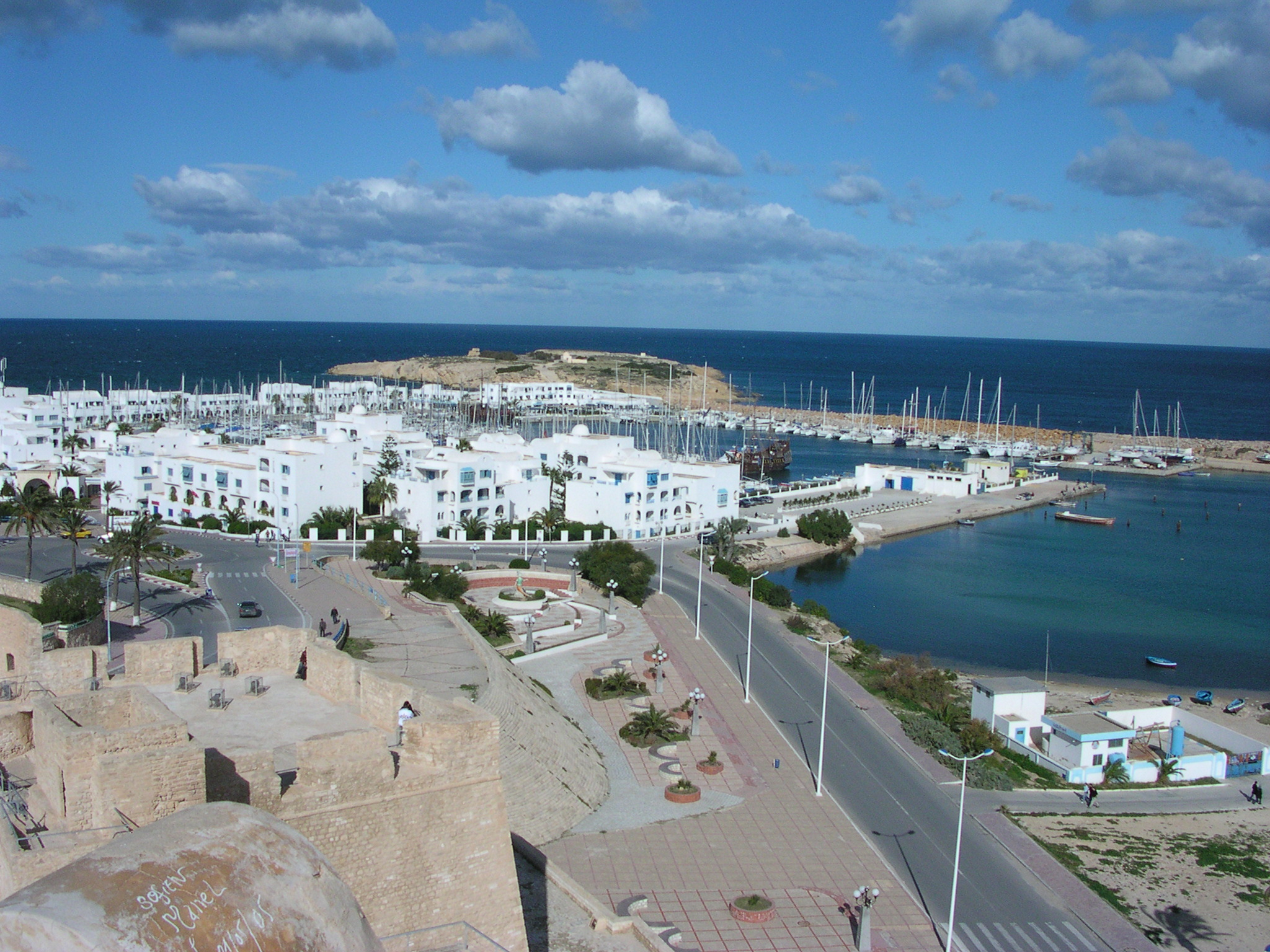
ميناء المنستير الترفيهي (المرسى)
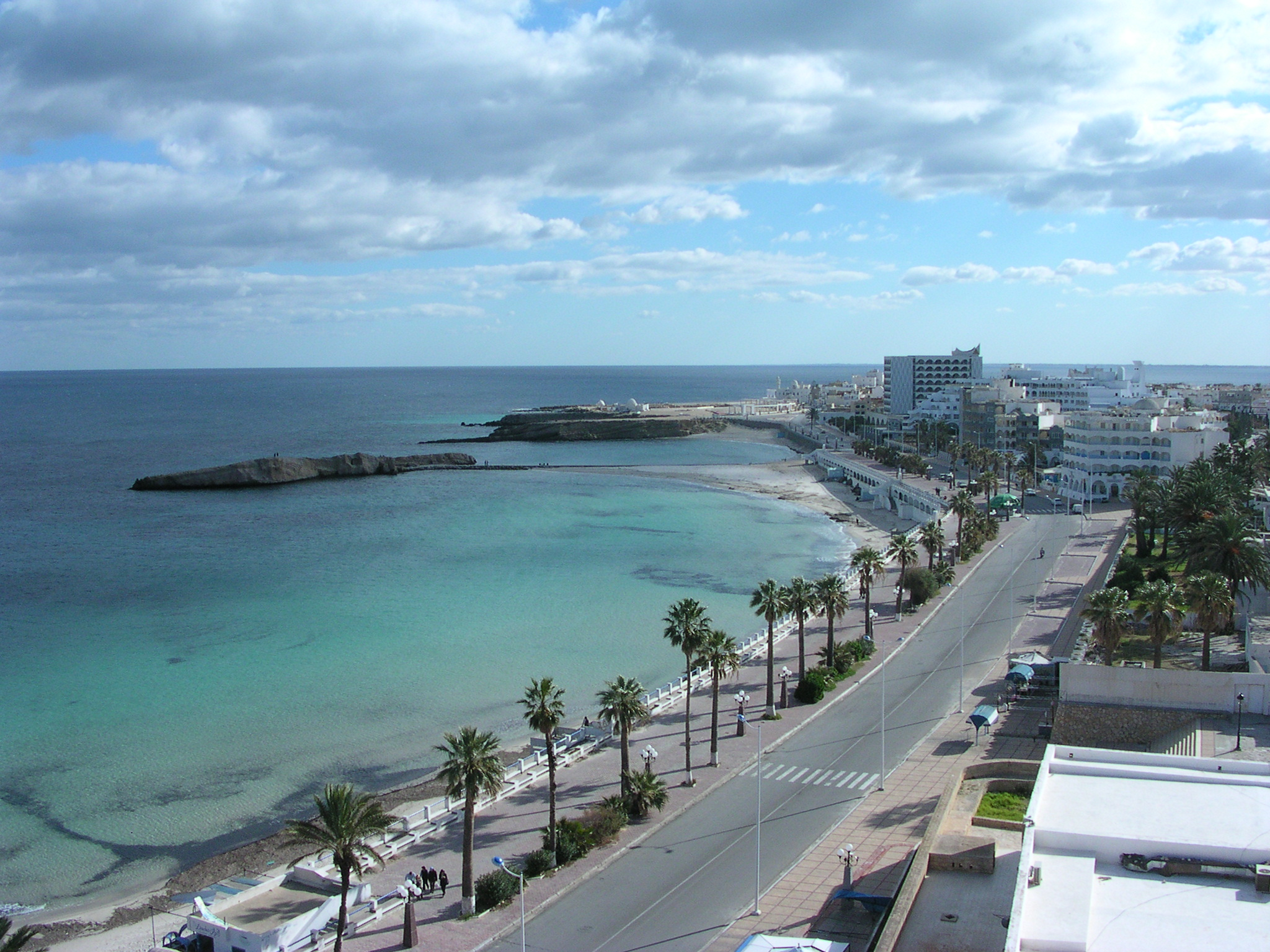
كورنيش المنستير
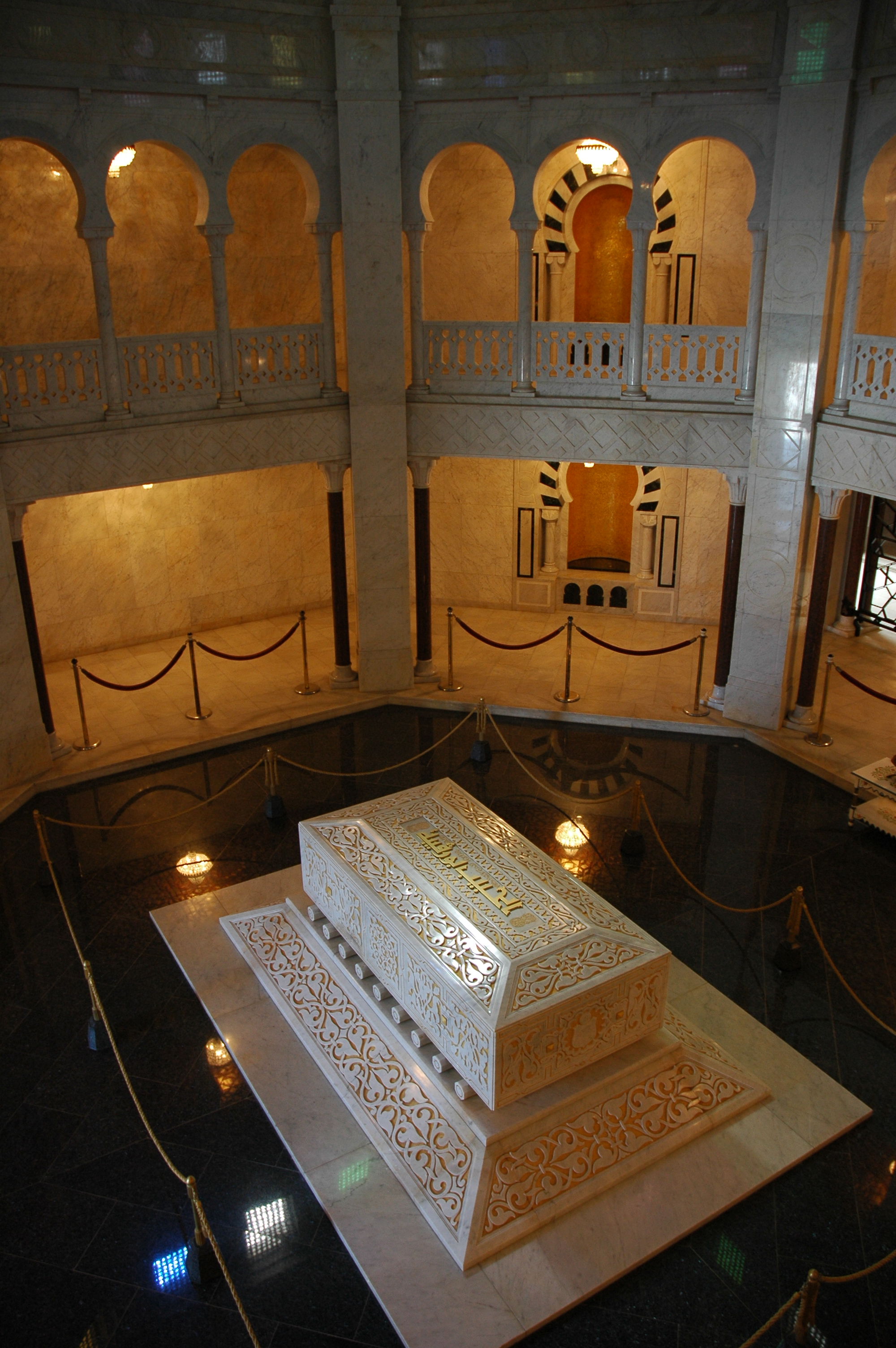
ضريح الحبيب بورقيبة